# 熊貓鐵金鋼
《熊貓鐵金剛》，是日本发售的パンダーゼット（Panda-Z）系列玩具中的代表作品。对应的动画作品，是对日本机器人动画片元祖《無敵鐵金剛》的恶搞。2004年4月由KIDS STATION中播放的動畫。另外也是MegaHouse發行的角色商品系列名稱。正式的標題為熊貓鐵金剛 THE ROBONIMATION。基本上是30分播放6話。

## 概要
熊貓鐵金剛的角色插畫由押田秀一負責。
珍貴的是這部動畫完全沒有任何語音、只用字幕來表現其台詞。在取得Dynamic企畫許可後，以無敵鐵金剛作為本作的概念來源、這個意義即是成為無敵鐵金剛所公認的戲仿作品。内容則是用超現實的發展為中心。
Mega House在2004年2月發售「熊貓鐵金剛迷你公仔收集商品」系列而在同年9月達成賣出130萬組的大熱賣。

## 登場人物
登場人物並非生物、而是被叫作「機器動物」的機器人。以電池為食物，也很怕水。

### 熊貓鐵金剛研究所
熊貓太郎
本編主角，熊貓型機器動物、大型戰鬥用機器人「熊貓鐵金剛」的駕駛。努力對抗著邪惡動物帝國。
熊貓博士
熊貓太郎的祖父。和熊貓太郎的爸爸一起做出熊貓鐵金剛。被人稱為「機器動物的頭腦」而受大家敬重。
阿旺
熊貓太郎的好友，是個擁有打電話功能的犬型機器人。雖然在夥伴間等同是領導人，但個性有點輕浮。當成為公共電話時，需要投錢才能使用。
娜娜
熊貓太郎的好友，也是裡面唯一的紅花的兔子型機器人。個性開朗明亮而等同女神般的存在、雖然工作是護士，但還是處於實習狀態。
迪奇
熊貓太郎的好友，個性有有點膽小並且裝載有優秀電腦的猴子型機器人。當有發明的點子或有令人在意的事情時會亮起頭上的燈。
坦克
熊貓鐵金剛研究所防衛隊。是台四輪驅動車型的大象機器人，緊急時能擔任消防車而活躍著。包括隊長，身體有一部分是紅色。
萊薩
擔任情報分析的青蛙型機器人。喜歡分析所有的事並且思考對策。
半藏
太郎之父的好友、圍著作為友情證明的圍巾。使用烏鴉型忍者機器人來找尋邪惡熊貓帝國。
波利塔巡警
在熊貓鐵金剛研究所前的派出所擔任巡警的熊貓型機器人。
大五郎老大
是當被邪惡動物帝国襲撃而讓熊貓鐵金剛研究所被破壞時、以熟練的技術來加以修復而受人敬重的建築師。是熊型機器人。

#### K.R小隊（救援熊小隊）
由四台熊型機器動物組成的消防隊
醫療熊
K.R小隊領袖，是急救專家。裝備2把針筒器型的手槍，也是個能使出像是駭客任務般射擊的狙擊高手。
救援熊
K.R小隊隊員的雙胞胎兄弟。兄（救）右耳有01數字且肩膀和腳踝是紅色、弟（援）則是一樣的部位中有02數字和都是藍色。以整齊迅速的動作進行救援活動。
滅火熊
K.R小隊隊員，但是個新人。主要負責滅火工作、裝備強力水槍。除了心中的熱火外，什麼火燄都能消滅…。

#### 維修小隊
哈姆一郎
實力高超的技師、能把因為戰鬥而受到嚴重損害的熊貓鐵金剛迅速修好。駕駛著支援熊貓鐵金剛的機器人「金屬哈姆1号」。是倉鼠型機器人。
哈姆次郎
沉默寡言，但卻適時完成工作的技師，也是「金屬哈姆2号」的駕駛。不過兩人卻沒想過要讓熊貓鐵金剛威力提升。
哈姆金博士
一郎和次郎的父親、也是金屬哈姆的基本設計者。

#### 機器動物市
神豬大人
機器動物市有名的占卜師，被稱為「機器動物之母」。

### 骷髏帝國
骷髏熊貓
骷髏帝國總統。企圖征服世界。從外表來看似乎和主角太郎有關係…。
平常睡在棺材裡，而身體裡面似乎有很多未知的秘密。
惡魔熊貓
骷髏熊貓之子而和四天王有所差別。駕駛著和熊貓鐵金剛同型的「死亡熊貓」。和太郎及熊貓鐵金剛鄉比，剛好是「光」與「影」的存在。不過它長得比太郎小，且更愛吹牛。

#### 骷髏帝國四天王
摩吉
邪惡動物四天王之一，有著巨大的身軀而擅長力量戰的牛型機器人。但卻有著戰鬥太單調的缺點。好幾次駕駛巨大猛牛來與熊貓鐵金剛應戰…。
柯里博士
邪惡動物四天王之一，倉鼠型機器人。為骷髏帝国的邪惡頭腦。擁有作出許多巨大邪惡骷髏機械的腦袋、但玩抽鬼牌遊戲卻老是輸掉…。駕駛的是黑火腿王。
沃夫卡
邪惡動物四天王之一，狼型機器人。是個能看穿熊貓鐵金剛不會飛，而提議作出能飛行的邪惡骷髏機器動物「コケッコウー」的戰略家，平常時相當冷靜沉著。但在看到滿月時會全身發紅而變成「バーサーカー模式」，另外也會有小狗的習性而會被耍得團團轉。駕駛可魯與熊貓鐵金剛對戰
拉蓓
邪惡動物四天王中的一朵紅花，兔子型機器人。擅長偷竊、而讓他的手被稱為黃金之手。也是個只會看上高級品和金子的雌兎型機器動物。擁有兩隻專用的看門熊機器人、駕駛美麗拉蓓。

#### 骷髏帝國小隊
骷髏帝國兵
四天王部下，負責家事到戰鬥的一切事務。由於不是每個小兵性能都很優秀、而只能使用人海戰術。
分別有哞庫隊（黃）、強卡利隊（黑）、沃夫卡隊（白和紅）、露比拉比隊（粉紅）等不同色的小隊。
沃夫卡隊則會隨著上司沃夫卡身上的顏色而變色（面具也會變）。

## 登場機械
上述由於主要角色都有專屬機器人、要加以區分的話則是這些由機器動物所搭乘並且透過其操作來行動的巨大（相對於一般的機器動物）機器人，被稱為機器動物機器人。

### 熊貓鐵金剛研究所登場機械
熊貓鐵金剛
動力是由擁有許多未知部分而使用超級P-Z能源的超級P-Z引擎來發動、裝甲則是由能吸收所有衝撃並且加以反擊的最新P-Z合金所製作的大型汎用型陸戰型機器人。除了熊貓太郎外，任何人都無法操作它。雖然最大的缺點是不能飛行、但卻被注意到這點的熊貓博士作出稱為P-Z飛翼而可以加以合體的飛行裝備、解決這個缺點。必殺技分別是金剛飛拳和熊貓飛彈！。手腕還可以更換成刀刃拳、鐵鎚拳、鑽頭拳。
金屬哈姆1号 & 2号
分別由哈姆一郎和次郎所操作。作為超級支援機器人，而擔任機械維修的重要工作。茶色是哈姆一郎機、灰色哈姆二郎機。手腕可以換成維修用的用に哈姆手臂、哈姆鑽頭。
滑車熊
新型機器動物、能在雪上用滑板移動。
青蛙潛艇
新型機器動物2号機。裝備有5分鐘的完全日常防水裝置而可以將水排出。就連雨天也能出動？
恐龍坦克
新型機器動物3号機。鼻子是機槍、嘴巴則裝有火箭砲。
超級恐龍坦克
KR小隊用的二人座機器動物。負責運送熊貓鐵金剛的補給品的重要工作。可以後方支援。
娜娜機
緊急治療用的新型機器動物。是為了KR小隊的候補生‧娜娜所做的機器人。

### 骷髏帝国登場機械
骷髏帝国製作的機器動物、又被稱為邪惡機器動物。
死亡熊貓
從骷髏帝國地下所發現並且裝備有「另一個超級P-Z引擎」、性能與熊貓鐵金剛一樣，甚至又更強的威力。同樣的，除了惡魔熊貓外，任何人都無法操作它。裝備有死亡之刃、デスファング、死亡飛彈等武器。
巨大猛牛
第1号邪惡機器動物，擁有厚實的裝甲和怪力。為四天王摩吉所專用。操作是用有線的搖控器。巨大鐵鎚「猛牛毀滅鎚」是它的最大武器。
咕烏
空中型的雞型邪惡機器動物、是為了打倒不能飛的熊貓鐵金剛所作的機器人。
ヒヨコ鬥士
咕烏上搭載的邪惡機器動物。
雞蛋炸彈
咕烏搭載的蛋型炸彈。
可魯
四天王的沃魯卡專用。擅長快速的移動。主力武器是骨頭雙截棍、嘴裡的大砲。也裝有小狗本能的程式。
美麗拉蓓
四天王的拉蓓專用。擁有好身材(F罩杯)、擅長快速的行動。武器是可愛飛彈以及可以麻痺對手的電撃攻撃‧可愛衝擊。不曉得為何，似乎上面裝有和一般少女一樣會思春的程式
黑火腿王
四天王的柯里博士專用。不曉得其潛力如何、所以詳情也跟著成謎。是竊取熊貓鐵金剛的設計圖所做。
完全黑火腿王
灰火腿王改良版、可以發射需要消費大量能源的柯里砲。力量則是提升一點五倍。
量產型死亡熊貓
利用死亡熊貓的資料、而製作出限定50台的邪惡機器動物。但力量和體型只有原來的一半。由骷髏帝國兵負責操作。

## 工作人員
- 企画 - 石上幹雄、川城和實
- 企画協力 - Dynamic企画
- 原作 - 押田秀一
- 概念原案 - 永井豪
- 導演 - 神戶守
- 助理導演 - 佐藤卓哉
- 系列構成 - SynergySP
- 動畫角色・総作画監督 - 小丸敏之
- 美術監督 - 坂本信人
- 彩色設定 - 黒柳朋子
- 攝影監督 - ひろちけんじ
- 編輯 - 小峰博美
- 音響監督 - 岩浪美和
- 音樂 - 熊貓鐵金剛樂團
- 音樂製作人 - 井上俊次、影山浩宣
- 動畫製作人 - 南喜長、桜井涼介
- 製作人 - 折原能章、木村尚、森本浩二
- 動畫制作 - ビー・メディア、SynergySP
- 製作 - MegaHouse、KIDS STATION、Bandai Visual

## 主題歌
片頭曲「VOYAGER」
作詞 - Geila.Z / 作曲 - 影山浩宣 / 編曲 - 河野陽吾 / 歌 - JAM Project
片尾曲「VOYAGER Ending ver.」
作曲 - 影山浩宣 / 編曲 - 河野陽吾

## 各話標題
| 話数   | 標題       | 中文標題                  | 分鏡         | 演出       | 作画監督 |
| ------ | ---------- | ------------------------- | ------------ | ---------- | -------- |
| 第1話  |            | 最強的戰士                | 平尾みほ     | 平尾みほ   | 小丸敏之 |
| 第2話  |            | 餐桌禮儀                  | 小高義規     | 小高義規   | 小丸敏之 |
| 第3話  |            | 必殺！金剛飛拳            | 平尾みほ     | 平尾みほ   | 小丸敏之 |
| 第4話  |            | 寂靜的決鬥                | 福島利規     | 福島利規   | 小丸敏之 |
| 第5話  |            | 深夜的天使                | 佐土原武之   | 佐土原武之 | 小丸敏之 |
| 第6話  |            | 公用電話                  | 菱田正和     | 菱田正和   | 小丸敏之 |
| 第7話  |            | 簡報                      | 小高義規     | 小高義規   | 小丸敏之 |
| 第8話  |            | 救難指令，風雨無阻        | 菱田正和     | 菱田正和   | 小丸敏之 |
| 第9話  |            | 狂野士兵                  | 平尾みほ     | 平尾みほ   | 小丸敏之 |
| 第10話 |            | 新·寂靜的決鬥             | 福島利規     | 福島利規   | 小丸敏之 |
| 第11話 |            | 續·救難指令，風雨無阻     | 菱田正和     | 菱田正和   | 小丸敏之 |
| 第12話 | Hey,Bob…   | Hey,Bob…                  | 佐土原武之   | 佐土原武之 | 小丸敏之 |
| 第13話 |            | 續·寂靜的決鬥             | 福島利規     | 福島利規   | 小丸敏之 |
| 第14話 |            | 神秘麥田圈                | 平尾みほ     | 平尾みほ   | 小丸敏之 |
| 第15話 |            | 朋友                      | 小高義規     | 小高義規   | 小丸敏之 |
| 第16話 |            | 救難指令，風雨無阻 完結篇 | 菱田正和     | 菱田正和   | 小丸敏之 |
| 第17話 |            | 靈異現象                  | 佐土原武之   | 佐土原武之 | 小丸敏之 |
| 第18話 |            | 戰鬥的啟示錄              | 大森祐紀     | 大森祐紀   | 小丸敏之 |
| 第19話 | Night Life | 夜間生活                  | 小高義規     | 小高義規   | 小丸敏之 |
| 第20話 |            | 破壞熊貓鐵金剛            | 福島利規     | 福島利規   | 小丸敏之 |
| 第21話 | 宿命       | 宿命                      | 小高義規     | 小高義規   | 小丸敏之 |
| 第22話 |            | 戰鬥X                     | 平尾みほ     | 平尾みほ   | 小丸敏之 |
| 第23話 | Nice Body  | 美妙身軀                  | 木村隆一     | 木村隆一   | 小丸敏之 |
| 第24話 |            | 華麗的路比拉比            | 佐土原武之   | 佐土原武之 | 小丸敏之 |
| 第25話 |            | 再續·寂靜的決鬥           | 奥村よしあき | 福島利規   | 小丸敏之 |
| 第26話 |            | 逃脫                      | 小高義規     | 小高義規   | 小丸敏之 |
| 第27話 |            | 拉佩護士                  | 佐土原武之   | 佐土原武之 | 小丸敏之 |
| 第28話 |            | 迎向明天…                 | 大森祐紀     | 大森祐紀   | 小丸敏之 |
| 第29話 |            | 寂靜的決鬥 完結篇         | 福島利規     | 福島利規   | 小丸敏之 |
| 第30話 |            | 啟動！黑色哈姆金          | 小高義規     | 小高義規   | 小丸敏之 |